# جون كادي
جون كادي (بالإنجليزية: John Cady)‏ هو لاعب غولف أمريكي، ولد في 26 يناير 1866 في إلينوي في الولايات المتحدة، وتوفي في 12 نوفمبر 1933 في منيابولس في الولايات المتحدة.

## وصلات خارجية
- جون كادي على موقع اللجنة الأولمبية الدولية (الإنجليزية)
- جون كادي على موقع أوليمبيديا (الإنجليزية)